# John Allen Chau
John Allen Chau (18. prosince 1991 Alabama – 17. listopadu 2018 Severní Sentinel) byl americký evangelikální misionář, který byl zabit domorodými Sentinelci na ostrově Severní Sentinel ve snaze prosadit na ostrově křesťanství.
V roce 2017 se zúčastnil misionářského výcviku ve výcvikovém táboře organizace All Nations se sídlem v Kansas City. Podle zpráv The New York Times výcvik zahrnoval i orientaci v domorodé vesnici obývané členy mise, kteří předstírali, že jsou nepřátelští domorodci. Během toho výcviku vyjádřil svůj zájem o misijní činnost mezi Sentinelci.
V říjnu 2018 odcestoval do Port Blair, hlavního města Andamanských a Nicobarských ostrovů, kde se připravil na počáteční kontakt. Pro Sentinelce si připravil obrázkové sady, dárky, lékařské vybavení a další nezbytnosti. V srpnu 2018 indické ministerstvo vnitra ve snaze podpořit cestovní ruch vyjmulo 29 Andamanských a Nicobarských ostrovů z režimu do něhož byl povolen vstup jen s povolením (RAP). Nicméně návštěva ostrova Severní Sentinel bez povolení indické vlády zůstala nezákonná podle nařízení Andamanských a Nicobarských ostrovů z roku 1956. V rámci přípravy se nechal očkovat a také absolvoval lékařské a jazykové školení. V listopadu se John Allen Chau vydal na ostrov Severní Sentinel, který považoval za „poslední satanovu pevnost na Zemi“, s cílem kontaktovat domorodé Sentinelce a usídlit se mezi nimi. K pobřeží ostrova ho přepravili dva rybáři, kterým zaplatil 25 000 ₹ (335,47 USD). Oba rybáři byli později zatčeni. 
O první návštěvu ostrova se pokusil 15. listopadu, Rybáři ho dopravili asi 500–700 metrů od břehu a varovali ho, aby dál nechodil, ale on se s biblí ve vodotěsném pouzdře vydal na kánoi ke břehu. Když se přiblížil ke břehu, pokoušel se komunikovat s domorodci a nabízet jim dárky, ale reakce domorodců byla nepřátelská a tak ustoupil. Při jeho druhé návštěvě domorodci reagovali směsí pobavení, zmatku a nepřátelství. Pokoušel se jim zpívat křesťanské písně a mluvil k nim xhoštinou. Sám uvedl, že komunikovali „spoustou vysokých tónů a gesty“. Podle posledního dopisu se jim snažil předat ryby a dary, načež domorodý chlapec vystřelil šíp, který probodl bibli, kterou držel před hrudníkem, načež se znovu stáhl.
Při své poslední návštěvě John Allen Chau nařídil rybářům, aby odpluli bez něj. Později viděli, jak domorodci vláčeli jeho bezvládné tělo. Následující den jeho bezvládné tělo spatřili na břehu.